# Thermonotus pasteuri
Thermonotus pasteuri là một loài bọ cánh cứng trong họ Cerambycidae.